# Blanus
Blanus är ett släkte av ödlor. Blanus är ensam i familjen Blanidae som tillhör underordningen masködlor.
Dessa ödlor når en längd av 110 till 180 mm samt en vikt av 2 till 6 g ganska stora. Arterna saknar liksom andra masködlor extremiteter. De kan tappa sin svans. Släktets medlemmar har ryggradslösa djur som föda som de hittar genom ett känselsinne som uppfattar rörelser. Dessa ödlor gräver i löv skiktet och i det översta jordlagret. Exemplaren värmer sig ofta under stenar som ligger i solen. Honor lägger ett fåtal ägg per tillfälle. Vissa individer kan leva 16 år. Utbredningsområdet ligger vid Medelhavet.
Arter enligt Catalogue of Life:
- Blanus cinereus
- Blanus mettetali
- Blanus strauchi
- Blanus tingitanus

The Reptile Database listar ytterligare tre arter:
- Blanus alexandri
- Blanus aporus
- Blanus mariae

IUCN listar endast fyra arter och alla som livskraftiga (LC).

## Bildgalleri

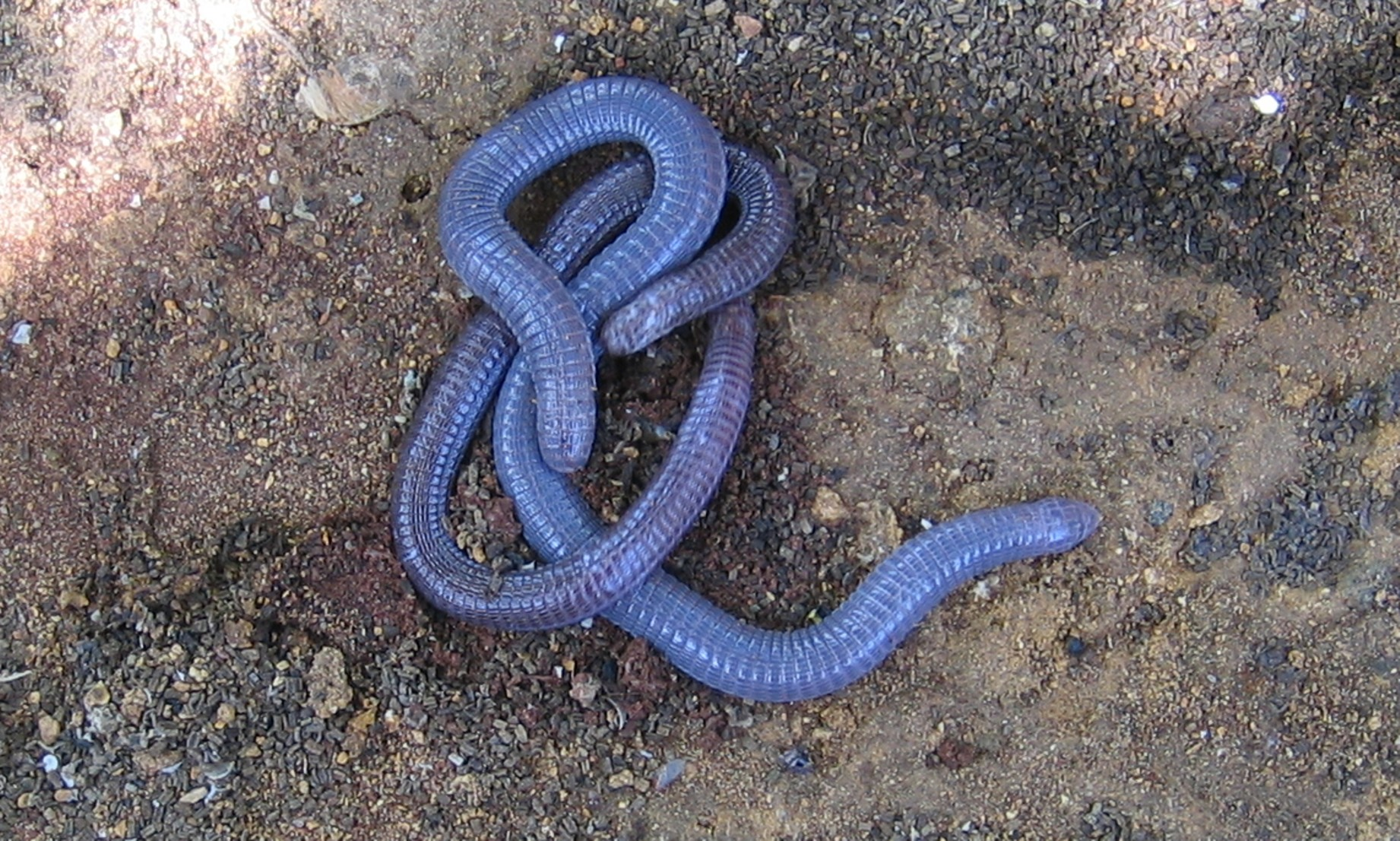
Blanus cinereus
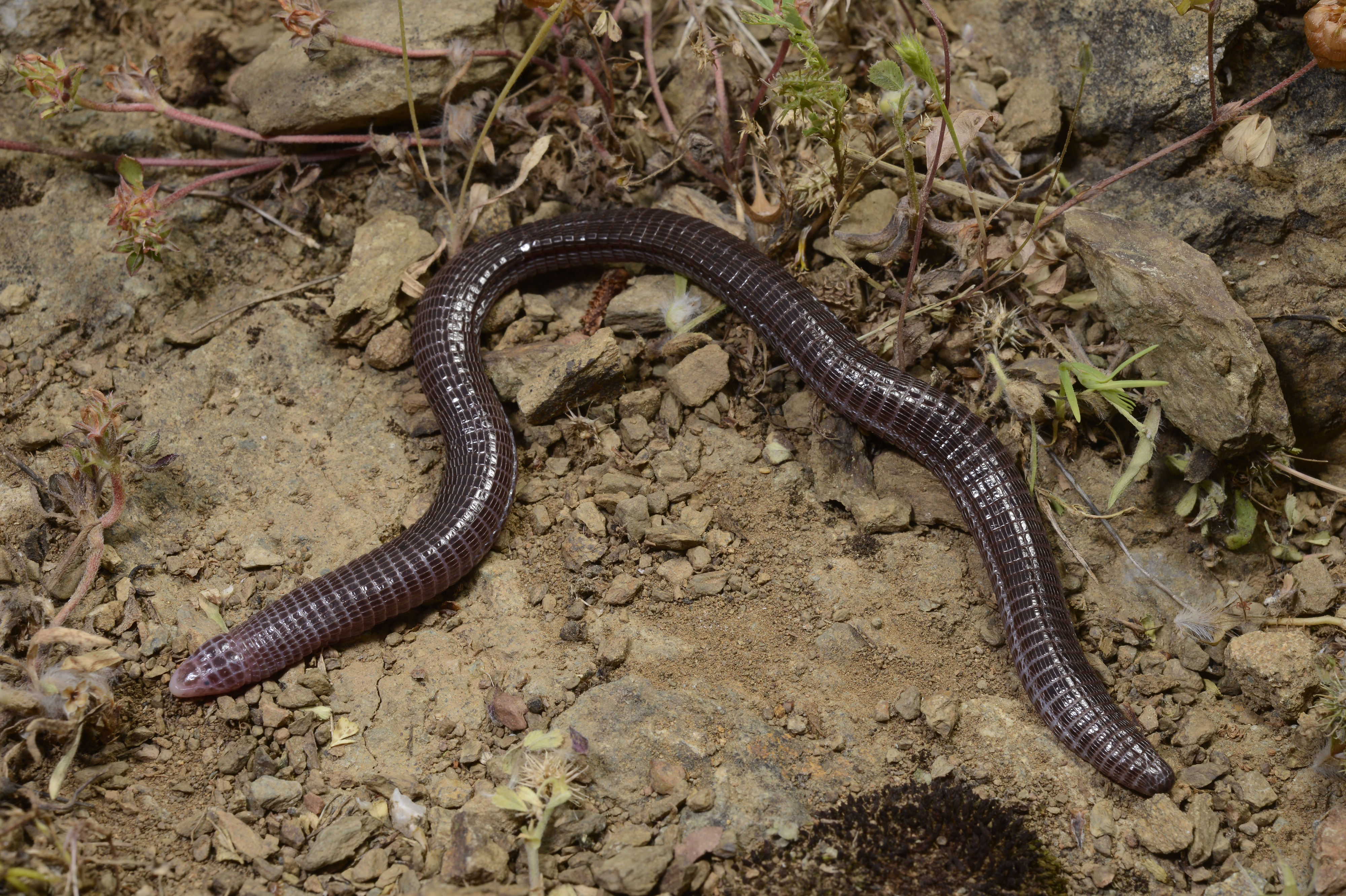
Blanus strauchi